# Energie Cottbus
Energie je njemački nogometni klub iz Cottbusa.

## Poznati igrači
- Tomislav Piplica
- Franklin Bittencourt
- Georg Koch
- Bruno Akrapović
- Vasile Miriuţă
- Rudi Vata
- Ervin Skela
- Faruk Hujdurović
- Brian Bliss
- Gerhard Tremmel
- Mario Cvitanović
- Moussa Latoundji
- Antun Labak
- János Mátyus
- Andrzej Juskowiak
- Radosław Kałużny
- Andrzej Kobylański
- Witold Wawrzyczek
- Sabin Ilie
- Laurenţiu Reghecampf
- Branko Jelić
- Johnny Rödlund
- Ivica Banović

## Vanjske poveznice
- Službene klupske stranice
- Energie na Abseitsu  Arhivirana inačica izvorne stranice od 9. siječnja 2021. (Wayback Machine)